# William Foote Whyte
William Foote Whyte (27 de junio de 1914 - 16 de julio de 2000) fue un sociólogo estadounidense conocido principalmente por su estudio etnográfico en sociología urbana, Street Corner Society. Pionero en la observación participante, vivió durante cuatro años en una comunidad italiana de Boston mientras era investigador junior en Harvard e investigaba las relaciones sociales de las pandillas callejeras en el North End de Boston.

## Primeros años de vida
Whyte, de origen de clase media alta, mostró un interés temprano por la escritura, la economía y la reforma social. Después de graduarse en el Swarthmore College, fue seleccionado para el programa Junior Fellows, donde realizó su investigación histórica. Después de su investigación en Boston, ingresó al programa de doctorado en sociología de la Universidad de Chicago. Street Corner Society fue publicada por la University of Chicago Press en 1943. Pasó un año enseñando en la Universidad de Oklahoma, pero desarrolló polio en 1943 y pasó dos años en fisioterapia en la Fundación Warm Springs. Tras la rehabilitación Whyte caminó con un bastón durante el resto de su vida y usó dos muletas en sus últimos años.

## Carrera profesional
Regresó brevemente a la Universidad de Chicago en 1944, luego se unió a la Escuela de Relaciones Industriales y Laborales del Estado de Nueva York en la Universidad de Cornell en 1948, permaneciendo en Cornell por el resto de su carrera. Allí supervisó el doctorado de Chris Argyris. Trabajó por la reforma social y el cambio social, dirigiendo sus esfuerzos hacia "empoderar a los marginados y reducir la brecha entre ricos y pobres". Estudió a los trabajadores industriales y agrícolas y las cooperativas de trabajadores en Venezuela, Perú, Guatemala y en el País Vasco, así como en los Estados Unidos. Fue autor de cientos de artículos y 20 libros, incluida una autobiografía. Se le considera un pionero de la sociología industrial .
A su muerte, a William F. Whyte le sobrevivieron su esposa, Kathleen (King) Whyte, sus hijos Martin King Whyte y John Whyte, y sus hijas Joyce Wiza y Lucy Whyte Ferguson.

## Educación
El profesor Whyte recibió su licenciatura en economía en el Swarthmore College en 1936 y fue seleccionado para el programa Junior Fellows de la Universidad de Harvard, donde realizó su investigación histórica. Después de su investigación en Boston, ingresó al programa de doctorado en sociología de la Universidad de Chicago.

## Asociación
Whyte se desempeñó como presidente de la Asociación Sociológica Americana en 1981 y también de la Sociedad de Antropología Aplicada en 1964.

## Lectura adicional
- William Foote Whyte, Street Corner Society: The Social Structure of an Italian Slum, Universidad de Chicago Press (4.ª edición, 1993), libro de bolsillo, ISBN 978-0-226-89545-1; tapa dura, University of Chicago Press (3.ª edición, revisada y ampliada, 1981, ISBN 978-0-226-89542-0 ; ediciones anteriores disponibles en ABE
- William Foote Whyte, Participant Observer: An Autobiography, Cornell University Press (1994), libro de bolsillo comercial, ISBN 978-0-87546-325-4
- William Foote Whyte, Solución creativa de problemas en el campo: reflexiones sobre una carrera, Rowman y Littlefield (1997), libro de bolsillo, ISBN 978-0-7619-8921-9; tapa dura, ISBN 978-0-7619-8920-2
- William Foote Whyte y Kathleen King Whyte, Making Mondragon: The Growth and Dynamics of the Worker Cooperative Complex, ILR Press (un sello de Cornell University Press), Ithaca y Londres, 1988, ISBN 978-0-87546-182-3